# Fărcașa
Fărcașa là một xã thuộc hạt Maramureș, România. Dân số thời điểm năm 2002 là 3780 người.